# Arminoidea
Arminoidea é uma superfamília de pequenas lesmas marinhas, moluscos gastrópodes marinhos do clado Nudibranchia.
Arminoidea é a única superfamília no clado Euarminida.

## Famílias
Um estudo, publicado em 2000, demonstrou que Arminoidea é parafilética.
A taxonomia do Arminoidea na Taxonomia dos Gastrópodes (Bouchet & Rocroi, 2005) contém duas famílias como segue:
- Família Arminidae
- Família Doridomorphidae